# Remind Me
«Remind Me» (англ. Нагадай мені) — третій сингл американського кантрі-співака Бреда Пейслі у дуеті з Керрі Андервуд з його дев'ятого студійного альбому — «This Is Country Music». В США пісня вийшла 23 травня 2011. Сингл посів 1 місце американського чарту Billboard Hot Country Songs. Пісня «Remind Me» здобула дві платинові сертифікації від компанії RIAA.

## Музичне відео
Музичне відео було знято 27 червня 2011 біля озера Ель Міраж в Каліфорнії, США. Прем'єра відбулась на CMT's Big New Music Weekend 2 жовтня 2009.

## Список пісень
| #  | Назва       | Тривалість |
| -- | ----------- | ---------- |
| 1. | «Remind Me» | 4:32       |

## Нагороди та номінації

### Academy of Country Music Awards
| Рік  | Номіновано  | Нагорода                        | Результат |
| ---- | ----------- | ------------------------------- | --------- |
| 2012 | "Remind Me" | Vocal Collaboration of the Year | Номінація |

### American Country Awards
| Рік  | Номіновано  | Нагорода                              | Результат |
| ---- | ----------- | ------------------------------------- | --------- |
| 2012 | "Remind Me" | Collaborative Music Video of the Year | Перемога  |

### ASCAP Awards
| Рік  | Номіновано  | Нагорода                        | Результат |
| ---- | ----------- | ------------------------------- | --------- |
| 2012 | "Remind Me" | Most Performed Song of the Year | Перемога  |

### CMT Music Awards
| Рік  | Номіновано  | Нагорода                        | Результат |
| ---- | ----------- | ------------------------------- | --------- |
| 2012 | "Remind Me" | Video of the Year               | Номінація |
| 2012 | "Remind Me" | Collaborative Video of the Year | Перемога  |

## Чарти
| Чарт (2011)                      | Місце |
| -------------------------------- | ----- |
| Canadian Hot 100                 | 33    |
| Canada Country                   | 1     |
| U.S. Billboard Hot 100           | 17    |
| U.S. Billboard Hot Country Songs | 1     |

## Продажі
Станом на 25 січня 2012 року сингл продався в США у 1,380,000 копій. Станом на січень 2016 було продано 2,152,000 копій.
30 вересня 2013 сингл отримав другу платинову сертифікацію від американської компанії RIAA.
| Країна     | Сертифікація (таблиця продажів та сертифікатів) | Продажі    |
| ---------- | ----------------------------------------------- | ---------- |
| США (RIAA) | 2× Платина                                      | +2,152,000 |